# Archboldia
Archboldia  é um gênero botânico da família Lamiaceae.

## Espécie
Archboldia ericoides

## Nome e referências
Archboldia E.Beer & H.J.Lam